# Chararich (svébský král)
Chararich také Chararic byl svébský král Gallaecie v polovině 6. století, patrně až do roku 558 či 559, kdy svébským králem byl již Ariamir.
Jediným primárním zdrojem zmiňujícím tohoto svébského krále je dílo Historia Francorum Řehoře z Tours, napsané v letech 573 až 579. Podle Řehoře bylo v polovině 6. století v Galicii malomocenství běžnou nemocí, přičemž Chararichův syn se stal její obětí. Svébové byli v té době ariánského vyznání, ale když se Chararich doslechl o lečebné moci relikvií Martina z Tours, slíbil, že přijme světcovu víru, pokud relikvie uzdraví jeho syna. Když byly relikvie přepraveny do Gallaecie a jeho syn byl po modlitbách k svatému Martinu uzdraven, Chararich i jeho královský dvůr konvertoval k nicejské víře. Řehoř z Tours také poznamenal, že ve stejný den, kdy se Martinovy relikvie dostaly do galicijského přístavu, připlula další loď s Martinem z Dumia, budoucím světcem a arcibiskupem z Bragy. Informace Řehoře z Tours jsou v této části nejasné a nespolehlivé, protože ve svém De Virtutibus St. Martini dodává, že relikvie Martina z Tours a budoucí biskup Martin z Dumia se do Galicie vydali ve stejný den, ale protože relikvie byly přepravovány velociterem (rychle) a Martin z Dumia cestoval až z Panonie, jejich příjezd nemohl být ve stejný den.
Informace Řehoře z Tours z tohoto období jsou moderními historiky kritizovány, především proto, že jsou v rozporu s informacemi Isidora ze Sevilly, Jana z Biclara a také se zápisky z I. koncilu v Braze, které podrobně popisují katolicizaci Svébů. Podle Řehoře z Tours zemřel Martin z Dumia kolem roku 580 a biskupem byl přibližně třicet let, potom by Chararich musel konvertovat nejpozději kolem roku 550. Pro rozporuplnost informací daného období je pro historiky chronologie a identita Chararicha, Theodemira a Ariamira velmi obtížná. Reinhart Koselleck vyslovil domněnku, že Chararich konvertoval po vyléčení svého syna a že Theodemir konvertoval až později prostřednictvím kázání Martina z Dumia. Podle názoru některých historiků je Chararich pouhým pochybením Řehoře z Tours a jeho historickou existenci zpochybňují. Pokud byl Chararich historickou osobností, musel být jeho nástupcem Ariamir, protože Ariamir byl prvním svébským panovníkem, který zrušil zákaz katolických synodů. Alberto Ferreiro věří, že po Chararichově veřejné konverzi následovalo pouhé zrušení zákazu katolických synodů zmíněným králem Ariamirem, přičemž konverze Svébů ke katolictví byla progresivní a postupná. Někdy je Chararich také ztotožňován s Theodemirem či Ariamirem.
Chararich přenesl kult Martina z Tours do Gallaecie a učinil z něj beatus patronus (blahoslaveného patrona) provincie. Zemřel někdy po 2. květnu 558, kdy Ariamir nastoupil na trůn, pro rozporuplnost zdrojů nejpozdější datum Chararichova úmrtí je 1. květen 559.